# WatchOS
watchOS — операционная система, разработанная компанией Apple специально для смарт-часов Apple Watch. Впервые выпущена 24 апреля 2015 года вместе с первым поколением Apple Watch. Системное ядро watchOS основано на том же Unix-подобном принципе, что и iOS: она наследует Darwin/XNU‑ядро и многие компоненты iOS.
Интерфейс watchOS построен на основе UIKit/Cocoa Touch, адаптированном для круглого сенсорного дисплея и аппаратных элементов часов. Однокристальная система Apple S‑серии (SoC), установленная в Apple Watch, объединяет в себе процессор, сопроцессоры (для обработки движений и биосенсоров) и Secure Enclave для защиты данных. Однокристальная система Apple S‑серии (SoC), установленная в Apple Watch, объединяет в себе процессор, сопроцессоры (для обработки движений и биосенсоров) и Secure Enclave для защиты данных. watchOS обеспечивает низкоуровневую поддержку графики, связи (Bluetooth, Wi‑Fi, LTE у Cellular‑моделей) и доступа к сенсорам (акселерометр, гироскоп, пульсометр, электрокардиограф и др.).

## Архитектура
Архитектура watchOS близка к iOS и macOS. Низкоуровневое ядро — гибридное ядро XNU (Darwin), совмещающее Mach‑микроядро и подсистему BSD. На его основе выстроены слои служб и фреймворков, аналогичные iOS (например, подсистема графики, звука, сети и пр.). Для разработки приложений доступен фреймворк WatchKit (с первых версий) и SwiftUI (начиная с современных версий OS), которые работают поверх стандартных библиотек Apple. Система также включает AppKit/Cocoa Touch‑компоненты, адаптированные под маленький экран и тактильное управление. Одним из ключевых звеньев архитектуры является SoC Apple Watch: этот чип содержит CPU, GPU, сопроцессоры движения/здоровья, модем (в моделях с LTE) и безопасность («Secure Enclave»). Благодаря тесной интеграции «железа» и ПО watchOS может работать с датчиками пульса, акселерометром, GPS, микрофоном и др., обрабатывая данные на устройстве.

## Совместимость
Для работы Apple Watch необходим iPhone определенных моделей с подходящей версией iOS. Так, первые Apple Watch (поколение 1) требовали iPhone 5 или новее с iOS 8.2 и выше. В последующих релизах watchOS требования росли: например, Apple Watch Series 1–2 совместимы с iPhone 5/5s и новее под управлением iOS 10+, Series 3–6 — с iPhone 6s или новее (iOS 11+ для Series 3, iOS 14+ для Series 6). Для Apple Watch Series 7–8 и Ultra-1 необходимы iPhone 6s и новее с iOS 15+, а для Watch Series 9–10 и Ultra 2 — iPhone XS/11 и выше с iOS 17–18. Все часы привязываются к одному iPhone через беспроводную связь: при объединении пары используется защищенная процедура обмена ключами (анимированная картинка для сканирования камерой iPhone). Сопряженная пара позволяет часам передавать уведомления, звонки и данные приложений между устройствами.

## API и SDK для разработчиков
Разработка под watchOS ведется в среде Xcode с использованием языков Swift или Objective-C. Apple предоставляет фреймворк WatchKit для создания интерфейсов и логики приложений на часах. Начиная с watchOS 2 приложения могут выполняться нативно на часах (раньше код приложений работал на iPhone), а с watchOS 6 появилась возможность публиковать независимые приложения «только для часов» с собственным App Store. Современные версии SDK поддерживают SwiftUI для декларативного описания интерфейсов, а также ряд системных библиотек: HealthKit (доступ к данным здоровья и фитнеса), Core Motion (данные акселерометра и гироскопа), Core Bluetooth (работа с BLE-устройствами), WatchConnectivity (обмен данными с iPhone), SiriKit (обработка голосовых команд) и др. Разработчик может использовать Swift Package Manager, тестировать приложение через XCTest, а для компоновки UI — и традиционные storyboard-интерфейсы WatchKit, и SwiftUI. Все сторонние приложения запускаются в песочнице и ограничены разрешениями; доступ к сенсорам или данным пользователя (геолокации, здоровья, уведомлений и т. д.) запрашивается явно.

### Поддержка приложений
На Apple Watch могут работать как системные, так и сторонние приложения. Начиная с watchOS 6 на самих часах появился App Store, через который пользователь может устанавливать и обновлять приложения напрямую (или управлять ими через приложение Watch на iPhone). По умолчанию приложения из App Store для iPhone, имеющие watchOS-часть, автоматически устанавливаются на часы, но при желании это можно отключить. Каждое watchOS‑приложение состоит из интерфейсной части (WatchKit App) и модуля логики (WatchKit Extension). Новые версии SDK позволяют создавать полностью самостоятельные watchOS-приложения без обязательной привязки к iPhone. Число приложений для watchOS постоянно растёт: они могут использовать типичные возможности мобильных приложений (уведомления, фоны, отслеживание активности) и специфические элементы watchOS, например компликации — мини‑виджеты на циферблате для оперативной информации. App Store для watchOS контролируется Apple и обеспечивает проверку безопасности публикуемых приложений, аналогично iOS. Голосовой ассистент Siri доступен на часах и может отвечать на запросы и управлять устройством с запястья; многие команды обрабатываются на устройстве или через iPhone. Apple Pay работает на Apple Watch посредством NFC-чипа: пользователь может оплачивать покупки двойным нажатием боковой кнопки и приложением Wallet. Часы поддерживают Wallet Passes (карты, билеты, ключи) и HomeKit‑устройства — например, ими можно управлять «умным» домом или разблокировать автомобиль (CarKey). С помощью watchOS реализованы функции «Непрерывности»: часы могут автоматически разблокировать сопряженный Mac, переадресовывать звонки и SMS с iPhone, передавать состояние приложений (Handoff) между устройствами, выступать вторым экраном и т. п. Также поддерживается потоковая передача мультимедиа (Apple Music, подкасты) и экстренный вызов SOS через сотовую сеть (на cellular‑моделях).

### Службы и интеграция с экосистемой Apple
watchOS тесно интегрирована с другими сервисами Apple. Часы служат полноценным устройством в экосистеме «Здоровья»: с их помощью собираются данные о пульсе, тренировках, активности и др., которые централизовано хранятся в HealthKit и отображаются в приложении «Здоровье» на iPhone. 

## Интерфейс
Главный экран watchOS состоит из круглых значков приложений, которые можно передвигать, увеличивать или уменьшать их размер с помощью колёсика Digital Crown, а также запускать, нажимая на нужную иконку.
Также в интерфейсе присутствует возможность вызвать панель управления, сделав свайп вверх от нижнего края экрана на циферблате, или, добавив удержание пальца перед свайпом — на любом другом экране системы. Из него можно управлять некоторыми функциями часов.
В системе присутствовала функция Force Touch, позволяющая с помощью силы нажатия на экран получить дополнительный способ взаимодействия с интерфейсом. С обновлением watchOS 7 эту функцию убрали на программном уровне, а начиная с Apple Watch Series 6 и на аппаратном уровне.

## Безопасность и конфиденциальность
watchOS унаследовал архитектуру безопасности iOS. Apple Watch выполняют безопасную загрузку и проверку подписи ПО, поддерживают защиту целостности ОС и шифрование данных (включая хранилище и каналы связи). Для хранения ключей и биометрических данных используется Secure Enclave. Если включена опция распознавания запястья, часы автоматически блокируются при снятии с руки; при блокировке для разблокировки и операций с платежами Apple Pay требуется ввод код-пароля. Активируется также Блокировка активации: при включении «Локатора» (Find My) часы привязываются к Apple ID и для повторной активации или удаления пары нужны учетные данные пользователя. Pairing-процесс с iPhone защищён сложным обменом ключами по Bluetooth LE. Все приложения изолированы в песочнице (sandbox) и для доступа к личным данным (местоположение, здоровье, контакты и т. п.) требуют разрешений. Данные здоровья и фитнеса, собранные Apple Watch, шифруются на устройстве и могут синхронизироваться с iPhone через HealthKit (с учётом пользовательских настроек приватности).

## История версий

### Версия 1.x
Была выпущена 24 апреля 2015 года вместе с Apple Watch Series 1, система была представлена на WWDC 2014
| watchOS 1.x    | watchOS 1.x              | watchOS 1.x | watchOS 1.x    | watchOS 1.x |
| Версия WatchOS | Версия для iOS на основе | Сборка      | Дата выхода    | Характеристики |
| -------------- | ------------------------ | ----------- | -------------- | --- |
| 1.0            | 8.2                      | 12S507      | 24 апреля 2015 | Первый выпуск на Apple Watch (1-го поколения) UI - Свободно перемещаемые круглые иконки приложений на главном экране. - Увеличение с помощью Digital Crown. Циферблаты - Хронограф - Цвет - Модульный - Служебный - Микки Маус - Простой - Движение - Солнечный - Астрономия Встроенные приложения - Активность - Будильник - Календарь - Пульт для камеры - Почта - Карты - Сообщения - Музыка - Passbook - Телефон - Фотографии - Пульт ДУ - Настройки - Siri - Акции - Секундомер - Таймер - Погода - Тренировка - Мировые часы |
| 1.0.1          | 8.3                      | 12S632      | 19 мая 2015    | - Поддержка новых персонажей Emoji. - Пользовательский интерфейс экрана уведомлений. - Улучшенная производительность: - Свободно плавающие круглые иконки приложений на главном экране. - Увеличение с помощью Digital Crown. - Siri. - Измерение активности стенда. - Расчет калорий для занятий на велосипеде в помещении и гребле. - Расстояние и темп во время прогулки и бега. - Доступность. - Сторонние приложения. - Подъем запястья (более чувствителен к реальным подъемам запястья). - Дополнительная языковая поддержка: - Бразильский Португальский. - Датский. - Нидерландский. - Шведский. - Русский. - Тайский. - Турецкий. - Исправления безопасности |

### Версия 2.х
- watchOS 2 beta 1 вышла 8 июня 2015 — представлена на WWDC 2015, изменено название системы (ранее WatchOS), добавлена поддержка нативных приложений, добавлен ночной режим, добавлены новые циферблаты с возможностью установки time-lapse видео в качестве фона и еще множество других изменений[9].
- watchOS 2 beta 2 вышла 24 июня — повышена надежность и производительность системы.
- watchOS 2 beta 3 вышла 8 июля — добавлена функция Activation Lock, обновлено приложение «музыка», повышена производительность и надежность системы.
- watchOS 2 beta 4 вышла 21 июля — повышена плавность и стабильность работы[10].
- watchOS 2 beta 5 вышла 6 августа — добавлена возможность создания нативных приложений, добавлены новые API[11].
- watchOS 2 GM вышла 9 сентября — повышена стабильность, добавлены новые time-lapse обои[12].

| watchOS 2.x    | watchOS 2.x              | watchOS 2.x | watchOS 2.x      | watchOS 2.x |
| Версия WatchOS | Версия для iOS на основе | Сборка      | Дата выхода      | Характеристики |
| -------------- | ------------------------ | ----------- | ---------------- | --- |
| 2.0            | 9.0                      | 13S344      | 21 сентября 2015 | Новые циферблаты - Замедленная съемка: Гонконг, Лондон, Мак-Лейк, Нью-Йорк, Шанхай, Париж - Фото и фотоальбом лица с поддержкой Live Photos - Новая функция Time Travel, где вы можете увидеть как прошлые, так и будущие события - Ночная стойка - 9 новых цветов для настройки - Новое многоцветное Модульное лицо - Поддержка сторонних приложений Siri - Поддержка тренировки и карт - Поддержка аудиозвонков FaceTime и ответа по электронной почте - Поддержка HomeKit - Добавлена поддержка в следующих странах: Австрия, Бельгия, Норвегия Деятельность и тренировки - Тренировки, выполненные в сторонних приложениях, будут включены в кольца активности - Обмен поддержкой из приложения «Активность» на iPhone - Интерактивные достижения - Еженедельная сводка - Уведомления об активности теперь можно отключить на день - Тренировки теперь могут быть автоматически сохранены Apple Pay и кошелек - Поддержка карт Discover - Вознаграждение карт, поддержка кредитных и дебетовых карт магазина - Проходы теперь можно добавлять из сторонних приложений Друзья - Теперь вы можете добавить более 12 друзей в свои часы - Поддержка групп - Поддержка многоцветных эскизов - Анимированная поддержка смайликов Карты - Новый транзитный вид в выбранных городах - Список направлений теперь может быть показан - Поддержка табло станции с информацией об отправлении Музыка - Поддержка New Beats 1 Radio - Новая кнопка быстрого воспроизведения для Apple Music Разное - Теперь вы можете отвечать на электронные письма прямо из часов, используя диктовку, смайлики или умные ответы. - Поддержка аудио звонков FaceTime - Поддержка звонков Wi-Fi - Блокировка активации - никто не может активировать Apple Watch без правильного Apple ID и пароля - Новые языки системы: английский (Индия), финский, индонезийский, норвежский, польский - Поддержка диктовки расширена до следующих языков: - Голландский (Бельгия) - Английский (Ирландия, Филиппины, ЮАР) - Французский (Бельгия) - Немецкий (Австрия) - Испанский (Чили, Колумбия) - Поддержка интеллектуальных ответов расширена и включает следующие языки: - Традиционный китайский (Гонконг, Тайвань) - Датский - Нидерландский язык - Английский (Новая Зеландия, Сингапур) - Японский язык - Корейский язык - Шведский - Тайский Разработчик - Встроенная поддержка SDK - Сторонние приложения теперь могут получать доступ к акселерометру, датчику сердечного ритма, микрофону, Taptic Engine и Digital Crown. - Теперь вы можете воспроизводить видео прямо на ваших часах - Теперь вы можете запускать приложения без вашего iPhone с подключением Wi-Fi - Осложнения для поддержки циферблатов - Поддержка тренировок из сторонних приложений - метрики будут учитываться в кольцах активности, а также включаться в приложение активности на iPhone |
| 2.0.1          | 9.1                      | 13S428      | 21 октября 2015  | - Новые персонажи смайликов - Решено : обновление программного обеспечения останавливается - Решено : работа батареи ухудшается - Решено : события календаря iPhone не синхронизируются с Apple Watch - Решено : информация о местоположении не обновляется - Решено : нестабильность с Live Photo на циферблате Photos - Решено : датчик сердца всегда включен, когда Siri используется для измерения вашего пульса |
| 2.1            | 9.2                      | 13S661      | 8 декабря 2015   | - Новые языки системы: арабский, чешский, греческий, иврит, венгерский, малайский, португальский (Португалия), вьетнамский - Языковая поддержка справа налево - На арабском языке переключайтесь между латинскими и хинди цифрами - Новое усложнение для исламских и еврейских календарей - Поддержка Siri расширена и включает арабский язык (Саудовская Аравия, Объединенные Арабские Эмираты) - Поддержка диктовки расширена до следующих языков: - Арабский (Саудовская Аравия, Объединенные Арабские Эмираты) - Английский (Малайзия) - Чешский - Греческий - Иврит - Венгерский язык - Португальский (Португалия) - Вьетнамский - Решено : события не обновляются в календаре - Решено : режим резерва мощности работает неправильно - Решено : сторонние приложения не запускаются - Решено : значки сторонних приложений отображаются неправильно - Решено : нестабильность системы при смене языка отображения |
| 2.2            | 9.3                      | 13V144      | 21 марта 2016    | - Теперь вы можете подключить 2+ Apple Watch к одному iPhone - Новая функция поблизости в Картах - Новые языки системы: каталанский, хорватский, словацкий, румынский, украинский - Поддержка диктовки расширена до следующих языков: - каталонский - хорватский - словацкий - румынский - Украинский - Английский (Саудовская Аравия, ОАЭ и Индонезия) - Поддержка Siri расширена, чтобы включить малайский, финский и иврит - Частота фоновых измерений ЧСС увеличивается, когда вы находитесь в неподвижном состоянии |
| 2.2.1          | 9.3.2                    | 13V420      | 16 мая 2016      | - Исправлены ошибки и представлены обновления системы безопасности. |
| 2.2.2          | 9.3.3                    | 13V604      | 18 июля 2016     | - Исправлены ошибки и представлены обновления системы безопасности. |

### Версия 3.х
Была выпущена 13 сентября 2016 года вместе с Apple Watch Series 2.
| watchOS 3.x    | watchOS 3.x              | watchOS 3.x | watchOS 3.x      | watchOS 3.x |
| Версия WatchOS | Версия для iOS на основе | Сборка      | Дата выхода      | Характеристики |
| -------------- | ------------------------ | ----------- | ---------------- | --- |
| 3.0            | 10,0                     | 14S326      | 13 сентября 2016 | Первый выпуск на Apple Watch Series 1 (двухъядерные) и Apple Watch Series 2 (двухъядерные) Навигация - Любимые приложения в доке - Обновления приложений в Dock с актуальной информацией о запуске - Док может содержать до 10 приложений - Простой переход на другой циферблат с проведением - Центр управления может быть переключен с проведением вверх Новые циферблаты - Минни Маус лицо - Активность лица - Цифры лица - Поддержка усложнений для лиц Фото, Фотоальбом, Замедленная съемка и Движение - Новые сложности: тренировки, музыка, сообщения и т. Д. - Галерея лица в приложении Apple Watch на iPhone - Поддержка сторонних осложнений Деятельность - Делитесь и сравнивайте кольца активности - Уведомления о прогрессе активности для человека, с которым вы поделились прогрессом активности - Умные ответы на вышеуказанные уведомления - Новая вкладка «Обмен» в приложении «Активность» на iPhone Разрабатывать - Быстрый старт - Настраиваемый вид метрик - Поддержка жестов для приостановки, возобновления или маркировки сегментов - Поддержка «других» тренировок, не перечисленных во встроенных типах тренировок - Авто-пауза в выполнении тренировок для бездействия - Поддержка Siri - Карты маршрутов с указателем скорости (только для тренировок на открытом воздухе) Для инвалидных колясок - Активные кольца поддержки для людей, использующих инвалидную коляску - Толчки теперь способствуют движению кольца - Звонок в стойке и уведомление «Время стояния» заменено на «Рулон звонка» и уведомление «Время на рулон» - Тренировки в беге или беге Дышать приложение - Новое приложение для дыхательных сессий - Визуализация и тактильные ощущения указывают, когда нужно вдыхать или выдыхать - Регулировка продолжительности сеанса и количества вдохов в минуту - Резюме с частотой сердечных сокращений - Уведомления «Время дышать» - Еженедельная сводка Связь - Полноэкранные эффекты для торжеств - Нажмите, чтобы быстро ответить - Анимации для рукописных сообщений - Отправить встроенные или сторонние наклейки - Возможность просмотра секретных сообщений - Ответы теперь доступны в сообщениях «Сообщения» и «Почта». - Новые и переработанные эмодзи Scribble - Пишите прямо на Apple Watch, и он автоматически преобразуется в текст - Прокрутите прогнозы с помощью Digital Crown - Доступно на английском, упрощенном китайском и традиционном китайском Экстренная SOS - Теперь вы можете позвонить в службу экстренной помощи, нажав и удерживая боковую кнопку - Ваши контакты SOS будут уведомлены с вашим местоположением - Вы также можете отобразить свой медицинский идентификатор, хранящийся на ваших часах - Номера экстренных служб автоматически корректируются в зависимости от вашего местоположения Домой - Новое приложение для управления аксессуарами через HomeKit - Теперь вы можете контролировать все свои аксессуары прямо с вашего запястья - Поддержка IP-камеры: смотрите живое видео с элементами управления и уведомлениями прямо на ваших часах Разное - Новое приложение для напоминаний - Новое приложение Find My Friends - Поддержка Apple Pay в сторонних приложениях - Новые элементы управления в приложении «Календарь»: теперь вы можете удалять события или переключать календари - Поддержка аудио звонков FaceTime - Поиск настроек в приложении Apple Watch на iPhone - Новые средства удаленного управления камерой: вспышка, живые фотографии, HDR, масштабирование, серийная съемка и облицовка - Новые языки Сири: испанский (Чили), кантонский, английский (Ирландия), английский (Южная Африка) |
| 3.1            | 10.1                     | 14S471      | 24 октября 2016  | - Пузыри и полноэкранные эффекты в сообщениях теперь можно воспроизводить - Эффекты уменьшения движения сообщений - Решено : уведомление о завершении таймера доставляется дважды - Решено : Apple Watch Series 2 не полностью заряжены - Решено : исчезли кольца активности на циферблатах - Решено : параметры Force Touch не отображаются в сторонних приложениях |
| 3.1.1          | 10.2                     | 14S883      | 12 декабря 2016  | Обновление отменено из-за сообщений о том, что Apple Watch больше не работают после обновления |
| 3.1.3          | 10.2.1                   | 14S960      | 23 января 2017   | - Решено : брикет Apple Watch после обновления до watchOS 3.1.1 - Включает исправления из watchOS 3.1.1, в том числе ... - Решено : имена контактов не отображаются в уведомлениях и в приложении Сообщения - Решено : невозможно ответить на уведомления - Решено : Запасы обновления не обновляются на циферблатах - Решено : кольца активности не отображаются на циферблатах активности - Решено : циферблаты аналоговых циферблатов не отображаются после изменения единицы измерения температуры в приложении «Погода» - Решено : приложение «Карты» все еще запускается после завершения навигации - Решено : в представлении календаря по месяцам отображаются неверные даты |
| 3.2            | 10.3                     | 14V249      | 27 марта 2017    | - Siri теперь работает со сторонними приложениями с функциями, включая ... - Начать тренировку - Отправлять сообщения - Сделать платежи - Книжные аттракционы - Театральный режим - Новые языки Scribble: французский, испанский, итальянский - Ход синхронизации музыкальных плейлистов теперь отображается в приложении Apple Watch на iPhone |
| 3.2.2          | 10.3.2                   | 14V485      | 15 мая 2017      | - Исправление ошибок. |
| 3.2.3          | 10.3.3                   | 14V753      | 19 июля 2017     | Последняя версия, поддерживающая iPhone 5 и iPhone 5c. - Исправление ошибок. |

### Версия 4.х
Была выпущена 19 сентября 2017 года вместе с Apple Watch Series 3.
| watchOS 4.x    | watchOS 4.x              | watchOS 4.x | watchOS 4.x                         | watchOS 4.x |
| Версия WatchOS | Версия для iOS на основе | Сборка      | Дата выхода                         | Характеристики |
| -------------- | ------------------------ | ----------- | ----------------------------------- | --- |
| 4.0            | 11.0                     | 15R372      | 19 сентября 2017                    | Первый выпуск на Apple Watch Series 3 (двухъядерный) Прекращена поддержка iPhone 5 и iPhone 5c Циферблаты - Новый циферблат Siri динамически обновляет информацию на основе времени суток, геопозиции, а также вашего расписания. - Новые анимированные циферблаты «История игрушек» представляют Вуди, Базза Лайтера, Джесси и других персонажей. - Новый циферблат «Калейдоскоп» превращает статические изображения в симметричные, завораживающие узоры. - Новые расширения Siri, News, Пульс, «Исполняется» и «Сообщения». Активность - Умные и персональные уведомления помогают помогут закрывать кольца Активности каждый день. - Индивидуальные цели на основе достижений активности за прошлый месяц. - Новые полноэкранные анимации, чтобы отмечать важные вехи, включая заработанные достижения и закрытые кольца. - Ответы на уведомления по данным Активности друзей теперь включают в себя показатели тренировок. Тренировка - Переработанная программа для Быстрого начала и полезные графики для типов тренировок. - Новая Высокоинтенсивная интервальная тренировка (HIIT) с новыми алгоритмами измерения движения, сердечной активности и других показателей. - Возможность объединять несколько типов тренировок в один тренировочный блок. - Автоматические настройки для тренировок по плаванию в бассейне с дистанцией для каждого стиля плавания и скорости для каждого заплыва, автоматически скорректированными с учетом времени в покое. - Возможность автоматически запустить синхронизированный музыкальный плейлист, начав тренировку. (только для Apple Watch Series 1 и новее) - Доступ к элементам управления музыкой непосредственно в программе «Тренировка» во время занятия. - Возможность автоматического включения функции «Не беспокоить» во время тренировок. Пульс - Новые наглядный график, показывающий пульс за весь день. - Новые замеры и наглядные графики для пульса в состоянии покоя (Apple Watch Series 1 и новее), средние результаты при ходьбе, средние и лучшие результаты тренировок, время восстановления и сеансы в программе «Дыхание». - Возможность получения уведомления, если пульс поднимается выше указанного порога, пока Вы предположительно находились в состоянии покоя в течение 10 минут. (только для Apple Watch Series 1 и новее) - Текущая и предыдущая подробная информация о пульсе в программе «Здоровье» на iPhone, включая новые типы данных «Вариабельность пульса» (HRV) и «VO2 макс.». Музыка - Переработанная программа для удобного прокручивания обложек альбомов. - Возможность синхронизировать несколько плейлистов для локального воспроизведения на наушниках Bluetooth. - Автоматическая синхронизация курированных плейлистов из Apple Music, включая «В ротации», «Новая музыка» и «Мои любимые треки». Другие функции и улучшения - Программа News с обзорами Топ-статей и возможностью их сохранения для чтения на iPhone позже. - «Фонарик» и «Свет безопасности» в Пункте управления. - Вертикальная прокрутка по недавно использованным программам в Dock. - «Экран домой» для программ, доступных в виде алфавитного списка. - Жесты составления писем и смахивания. - Панель набора номера в программе «Телефон». - Отображение конфликтов в приглашениях Календаря. - Поддержка функции Scribble на немецком языке. - Таймеры с долями минуты и повторениями. - Предложенные и недавние геопозиции в Картах. - Контакты и геопозиции в смарт-ответах. |
| 4.0.1          | 11,0                     | 15R654      | 4 октября 2017                      | Только Apple Watch Series 3 (GPS + сотовая связь) - Решено: Apple Watch подключаются к неаутентифицированным сетям Wi-Fi |
| 4.1            | 11.1                     | 15R846      | 31 октября 2017                     | Новые функции, улучшения и исправления ошибок, включая следующие: - Потоковая передача музыки на часах с Apple Music или Медиатекой iCloud. (только для Apple Watch Series 3) - Прослушивание радио Beats 1 в прямом эфире, собственных станций и станций, подобранных специалистами, в новой программе «Радио». (только для Apple Watch Series 3) - Поиск, открытие для себя и воспроизведение песен, плейлистов или альбомов с помощью Siri. - Синхронизация фитнес-данных с поддерживающими GymKit беговыми дорожками, эллипсоидами, степперами и велотренажерами для получения более точных показателей дистанции, темпа и сожженной энергии. - Возможность отключиться от сети Wi-Fi в Пункте управления. (только для Apple Watch Series 3 GPS + Cellular) - Решено: Уведомления о пульсе доставлялись, когда функция была отключена. (только для Apple Watch Series 1 и новее) - Решено: Некоторые пользователи не получали напоминания в категории «С разминкой». - Решено: Текущий индикатор «Часов с разминкой» не появлялся у некоторых пользователей. - Решено: Тактильные сигналы не доставлялись для беззвучных уведомлений. - Решено: Ошибка, препятствовавшая зарядке часов Apple Watch (1-го поколения) у некоторых пользователей. - Решено: Иногда не появлялось расширение «Рассвет / Закат». - Китайский язык восстановлен в качестве языка диктовки по умолчанию для континентального Китая. |
| 4.2            | 11,2                     | 15S102      | 5 декабря 2017                      | Новые функции, улучшения и исправления ошибок: - Добавлена возможность запрашивать, отправлять и получать денежные переводы с помощью функции Apple Pay Cash в Сообщениях или попросив Siri. (только в США) - Добавлена поддержка кранов и разбрызгивателей HomeKit в программе «Дом». - Добавлена поддержка новых типов тренировок для программ сторонних производителей: отслеживание дистанции, средней скорости, количества забегов и высоты трасс для зимних видов спорта. (только для Apple Watch Series 3) - Решено: Apple Watch иногда перезапускались после запроса о погоде к Siri. - Решено: В программе «Пульс» для некоторых пользователей было недоступно прокручивание. - Решено: Таймеры и будильники, запущенные параллельно, нельзя было отключить независимо друг от друга. |
| 4.2.2          | 11.2                     | 15S542      | 23 января 2018                      | - Улучшения и исправления ошибок. |
| 4.2.3          | 11.2                     | 15S600b     | 19 февраля 2018 года ; 2 года назад | - Решено: Ввод некоторых последовательностей символов мог приводить к сбоям программ. |
| 4.3            | 11.3                     | 15T212      | 29 марта 2018                       | Новые функции, улучшения и исправления ошибок: - Регулировка громкости и воспроизведения на HomePod с часов Apple Watch. - Восстановление возможности управлять музыкой на iPhone. - Использование любой ориентации для зарядки при включенной функции «Ночной режим». - Циферблат Siri теперь показывает ход заполнения колец Активности, а также добавление новых песен в миксы Apple Music. - Решено: Отдельные пользователи ошибочно награждались за достижения Активности. - Решено: Музыкальные команды Siri не работали на некоторых аудиоустройствах. |
| 4.3.1          | 11.4                     | 15T567      | 29 мая 2018                         | Решено: Часы Apple Watch после запуска иногда продолжали отображать логотип Apple у некоторых пользователей. |
| 4.3.2          | 11.4.1                   | 15U70       | 9 июля 2018                         | Последний выпуск на Apple Watch (1-го поколения) - Улучшения и исправления ошибок. |

### Версия 5.х
Была выпущена 17 сентября 2018 года вместе Apple Watch Series 4.
| watchOS 5.x                                                                                             | watchOS 5.x              | watchOS 5.x     | watchOS 5.x      | watchOS 5.x |
| Версия WatchOS                                                                                          | Версия для iOS на основе | Сборка          | Дата выхода      | Характеристики |
| --- | ------------------------ | --------------- | ---------------- | --- |
| 5.0 | 12.0                     | 16R364          | 17 сентября 2018 | Первый выпуск на Apple Watch Series 4 Активность - Бросайте вызовы в семидневных соревнованиях один на один друзьям, с которыми Вы делитесь данными Активности. - Зарабатывайте очки, закрывая кольца Активности: одно очко за каждый дополнительный процент ежедневно. - Просматривайте текущие соревнования на вкладке «Поделиться» программы «Активность». - Получайте специальные персонализированные уведомления на протяжении соревнования. - Зарабатывайте награды по итогам соревнований и просматривайте их в полностью переработанной вкладке «Награды» программы «Активность» на iPhone. Тренировка - Функция автоматического распознавания тренировок предлагает начать тренировку, засчитывая при этом уже выполненные упражнения, и напоминает о том, что нужно завершить тренировку. - Новые типы тренировок «Йога» и «Пеший туризм» для точного отслеживания соответствующих показателей. - Можно задать желаемый темп бега и получать уведомления, как только скорость бега выйдет за пределы этого значения. - В обзорах беговых тренировок теперь доступен показатель каденса — количество шагов в минуту. - Показатель «Скользящий километр» для беговых тренировок позволяет узнать, за сколько был преодолен последний к данному моменту километр. Программа «Подкасты» от Apple - Синхронизируйте на Apple Watch выпуски подкастов, на которые Вы подписаны в Apple Podcasts, и слушайте их через наушники Bluetooth. - Новые выпуски из передач, на которые Вы подписаны, обновляются автоматически по мере появления. - При наличии подключения к Wi-Fi или сотовой сети можно попросить Siri найти и включить любой другой доступный в Apple Podcasts выпуск. - Новое расширение «Подкасты» для циферблатов. Рация - Общайтесь с помощью функции «Рация» с друзьями, которые пользуются часами Apple Watch. - Нажмите и говорите, отпустите и слушайте. - Поддержка связи между двумя пользователями Apple Watch. - Специальные звуки и тактильные сигналы Рации отличаются от других уведомлений на Apple Watch. - Можно указать, доступны ли Вы для общения по Рации в данный момент. - Функция «Рация» работает при наличии сети Wi‑Fi или сотовой сети на Apple Watch или на iPhone, с которым создана пара. Циферблаты - Циферблат «Дыхание» с тремя стилями анимации: «Классика», «Покой» и «Фокус». - Три новых движущихся циферблата — «Fire & Water», «Vapor» и «Liquid Metal». Анимация включается, если поднять запястье или коснуться дисплея. - На циферблате «Фото» просматривайте любимые моменты из своей фототеки с помощью функции «Воспоминания». - Новые расширения для программ «Подкасты» и «Рация». Siri - Обновленный циферблат Siri предлагает подходящие быстрые команды на основании Ваших обычных действий в этом месте в это время дня. - Благодаря интеграции с программой «Карты», на циферблате Siri доступны пошаговая навигация и примерное время прибытия в место, где будет происходить Ваше следующее событие, запланированное в Календаре. - На циферблате Siri доступны результаты измерения пульса, такие как пульс в состоянии покоя, средний пульс при ходьбе и восстановление пульса. - На циферблате Siri доступны результаты матчей и расписание игр для Ваших любимых команд из программы «TV». - На циферблате Siri поддерживаются быстрые команды для программ сторонних производителей. - Функция «Поднести и говорить» дает возможность обратиться к Siri, просто подняв руку ко рту и произнеся запрос. - Поддержка пользовательских голосовых команд для быстрых команд Siri. Создавать их и управлять ими можно на iPhone. Уведомления - Уведомления теперь группируются по программам, чтобы ими было легче управлять. - Смахните влево по уведомлению в Центре уведомлений, чтобы изменить настройки уведомлений для соответствующей программы. - Новая функция «Доставлять тихо» обеспечивает беззвучную доставку уведомлений в Центр уведомлений, не беспокоя Вас. - Режим «Не беспокоить» можно автоматически отключать после завершения события, по прибытии в указанное место или после определенного периода времени. Пульс - Возможность получения уведомления, если пульс опускается ниже указанного порога, пока Вы предположительно находились в состоянии покоя в течение 10 минут. - Результаты измерения пульса, такие как пульс в состоянии покоя, средний пульс при ходьбе и восстановление пульса, теперь доступны на циферблате Siri. Другие улучшения и исправления - Получив ссылку в Почте или Сообщениях, можно просмотреть ее в оптимизированном виде прямо на Apple Watch. - Добавление городов в программе «Погода» на Apple Watch. - В программе «Погода» для некоторых регионов доступны новые данные: УФ-индекс, скорость ветра и индекс качества воздуха. - Добавление новых акций в список для отслеживания в программе «Акции» на Apple Watch. - Возможность менять расположение значков в Пункте управления. - Выбор сетей Wi‑Fi и ввод пароля для них в программе «Настройки». - Прием видеовызовов FaceTime как аудиозвонков на Apple Watch. - Возможность устанавливать обновления ПО ночью. - Добавление городов в программе «Мировые часы» на Apple Watch. - Просмотр и выбор символов в обновленных категориях эмодзи в программах «Почта» и «Сообщения». - Добавлена поддержка языка хинди. |
| 5.0.1                                                                                                   | 12.0                     | 16R381 / 16R382 | 27 сентября 2018 | Исправления ошибок и улучшения, в том числе: - Решено: Некоторые пользователи наблюдали увеличение количества минут упражнений. - Решено: Часы с разминкой могли не засчитываться в дневное время. - Решено: Ошибка, которая могла препятствовать зарядке Apple Watch. |
| 5.1 | 12.1                     | 16R591          | 30 октября 2018  | Обновление отменено из-за сообщений о том, что Apple Watch больше не работают после обновления |
| 5.1.1                                                                                                   | 12.1                     | 16R600          | 5 ноября 2018    | Исправления ошибок и внесение усовершенствований: - После обнаружения жесткого падения часы Apple Watch Series 4 автоматически звонят в экстренные службы, если Вы не двигаетесь в течение минуты. Часы также воспроизводят сообщение, информирующее об обнаружении падения, и по возможности делятся координатами Вашего местонахождения. - Решено: Неполная установка программы «Рация» у некоторых пользователей. - Решено: Проблема, препятствовавшая отправке или получению приглашений в программе «Рация» некоторыми пользователями. - Решено: Некоторые ранее заработанные награды Активности не отображались на вкладке «Награды» у некоторых пользователей. |
| 5.1.2                                                                                                   | 12.1.1                   | 16S46           | 6 декабря 2018   | Новые функции, улучшения и исправления ошибок: - Новаое приложение «ЭКГ» на часах Apple Watch Series 4. (доступно только в США и на территориях США) - Позволяет снимать электрокардиограммы, схожие с ЭКГ с одним отведением. - Может определять, что пульс демонстрирует признаки мерцательной аритмии (серьезной формы нарушений нормального ритма) или синусового ритма — это означает, что сердце бьется в нормальном режиме. - Сохраняет волновую форму ЭКГ, классификацию и любые зафиксированные симптомы в формате PDF в программе «Здоровье» на iPhone для предоставления Вашему врачу. - Добавлена способность получать уведомление при обнаружении часами Apple Watch нерегулярного сердечного ритма, похожего на мерцательную аритмию. (доступно только в США и на территориях США) - Возможен прямой доступ к поддерживаемым билетам в кино, купонам, а также клубным и дисконтным картам в Wallet, если приложить часы к бесконтактному считывателю данных. - Возможность получения уведомлений и анимированных поздравлений при получении ежедневного максимума очков за день в ходе соревнования Активности. - Новые расширения «Инфограф» для программ «Почта», «Карты», «Сообщения», «Найти друзей», «Дом», «Телефон», «Пульт» и «News». - Управляйте своей доступностью для Рации из Пункта управления. |
| 5.1.3                                                                                                   | 12.1.3                   | 16S535          | 22 января 2019   | - Внесены усовершенствования и исправлены ошибки. |
| 5.2 | 12.2                     | 16T225          | 27 марта 2019    | Представлены новые функции, внесены усовершенствования и исправлены ошибки: - Приложение «ЭКГ» на часах Apple Watch Series 4 теперь доступно в Австрии, Бельгии, Дании, Финляндии, Франции, Германии, Греции, Гонконге, Венгрии, Ирландии, Италии, Люксембурге, Нидерландах, Норвегии, Португалии, Румынии, Испании, Швеции, Швейцарии и Великобритании. - Уведомления о нерегулярном сердечном ритме теперь доступны в Австрии, Бельгии, Дании, Финляндии, Франции, Германии, Греции, Гонконге, Венгрии, Ирландии, Италии, Люксембурге, Нидерландах, Норвегии, Португалии, Румынии, Испании, Швеции, Швейцарии и Великобритании. - Добавлена поддержка для наушников AirPods (2‑го поколения). |
| 5.2.1                                                                                                   | 12.3                     | 16U113          | 13 мая 2019      | Новые функции, исправления ошибок и улучшения: - Приложение «ЭКГ» теперь доступно на часах Apple Watch Series 4 в Исландии, Польше, Словакии, Хорватии и Чехии. - Уведомления о нерегулярном сердечном ритме теперь доступны в Исландии, Польше, Словакии, Хорватии и Чехии. - Решено: У некоторых пользователей не отображались цифры на циферблате «Искатель». - Отключает аксессуары с небезопасными подключениями Bluetooth. |
| 5.3 | 12.4                     | 16U569          | 22 июля 2019     | Новые функции, исправления ошибок и улучшения: - Приложение «ЭКГ» для Apple Watch Series 4 теперь доступно в Канаде и Сингапуре. - Уведомления о нерегулярном сердечном ритме теперь доступны в Канаде и Сингапуре. - Представлены важные обновления системы безопасности, в том числе исправление для программы «Рация» (приложение «Рация» могло позволить подслушивать iPhone владельца). |
| 5.3.1                                                                                                   | 12.4.1                   | 16U600          | 26 августа 2019  | Предоставлены важные обновления системы безопасности: - Повторно исправляет уязвимость безопасности, которая случайно не была закрыта в предыдущем обновлении. |
| Post-watchOS 6 Обновления для часов в сочетании с iPhone iOS 12.x (для поддержки iPhone 5s и iPhone 6 ) |                          |                 |                  | |
| 5.3.2                                                                                                   | 12.4.2                   | 16U611          | 26 сентября 2019 | Только Apple Watch Series 1 и Apple Watch Series 2 - Предоставлены важные обновления системы безопасности. |
| 5.3.3                                                                                                   | 12.4.3                   | 16U620          | 29 октября 2019  | Только Apple Watch Series 1 и Apple Watch Series 2 - Предоставлены важные обновления системы безопасности. |
| 5.3.4                                                                                                   | 12.4.4                   | 16U627          | 10 декабря 2019  | - Предоставлены важные обновления системы безопасности. |
| 5.3.5                                                                                                   | 12.4.5                   | 16U652          | 18 февраля 2020  | Внесены усовершенствования и исправлены ошибки, в частности: - Решено: Уведомления о нерегулярном сердечном ритме неправильно работали для владельцев Apple Watch в Исландии. |
| 5.3.6                                                                                                   | 12.4.6                   | 16U662          | 24 марта 2020    | - Предоставлены важные обновления системы безопасности. |
| 5.3.7                                                                                                   | 12.4.7                   | 16U674          | 18 мая 2020      | - Внесены усовершенствования и исправлены ошибки. |
| 5.3.8                                                                                                   | 12.4.8                   | 16U680          | 15 июля 2020     | - Предоставлены важные обновления системы безопасности. |
| 5.3.9                                                                                                   | 12.4.9                   | 16U693          | 5 ноября 2020    | - Улучшения и исправления ошибок |

### Версия 6.x
Была выпущена 19 сентября 2019 года вместе Apple Watch Series 5.
| watchOS 6.x    | watchOS 6.x              | watchOS 6.x     | watchOS 6.x      | watchOS 6.x |
| Версия WatchOS | Версия для iOS на основе | Сборка          | Дата выхода      | Характеристики |
| -------------- | ------------------------ | --------------- | ---------------- | --- |
| 6.0            | 13.0                     | 17R575          | 19 сентября 2019 | Первый выпуск на Apple Watch Series 5 Не выпускается для Apple Watch Series 1 и Apple Watch Series 2 Прекращена поддержка iPhone 5s и iPhone 6 Отслеживание цикла - Новое приложение «Отслеживание цикла» для внесения данных о менструациях, таких как наличие выделений, их объем и другие симптомы. - Возможность вести журнал фертильности, внося результаты измерений базальной температуры и тестов на овуляцию. - Прогнозирование даты начала следующей менструации и заблаговременные уведомления. - Прогнозирование фертильного периода и заблаговременные уведомления. Шум (только для Apple Watch Series 4 и новее) - Приложение «Шум» определяет уровень шума вокруг Вас в реальном времени. - Возможность получать уведомления, если уровень шума достигает значений, при которых Ваш слух может пострадать. Диктофон - Запись голосовых заметок с помощью приложения «Диктофон» на Apple Watch. - Прослушивание голосовых записей через встроенный динамик на Apple Watch или на устройстве, подключенном по Bluetooth. - Для переименования записей можно использовать функции «Диктовка» или «От руки». - Автоматическая синхронизация новых голосовых записей на iPhone, iPad или Mac с помощью iCloud. Аудиокниги - Синхронизация аудиокниг на Apple Watch из приложения «Книги» на iPhone. - Возможность синхронизировать до 5 часов аудиоверсии для книги, которую Вы сейчас читаете. - Прямая трансляция аудиокниг при подключении к Wi-Fi или сотовой сети. App Store - Поиск и установка приложений для Apple Watch из нового магазина App Store. - Просмотр приложений и коллекций, отобранных редакторами. - Поиск приложений с помощью Siri или функций «Диктовка» и «От руки». - Просмотр описаний, обзоров и снимков экрана приложений. - Поддержка функции «Вход с Apple». Активность - Отслеживайте свои тренды активности в приложении «Активность» на iPhone. - Тренды представляют усредненные показатели Вашей активности за последние 90 дней в сравнении с активностью за последние 365 дней. Показатели включают: подвижность, упражнения, часы и минуты с разминкой, темп ходьбы и бега, а также кардиотренировки (VO2 макс.). - Если стрелки тренда указывают вниз, доступны советы о том, как исправить ситуацию. Тренировка - Новый показатель достигнутой высоты для велотренировок, тренировок по бегу и ходьбе на улице, а также тренировок по пешему туризму. (только для Apple Watch Series 2 и новее) - Приложение «Секундомер» теперь может постоянно оставаться на экране часов во время тренировок. - Перемешивание музыкального плейлиста для тренировок. - Добавлена поддержка GymKit для тренажеров True и Woodway. Siri - С помощью Shazam можно узнать, что за песню Вы слышите, получить сведения об исполнителе и добавить ее в свою медиатеку Apple Music. - Поддержка веб-поиска с помощью Siri: можно увидеть до 5 первых результатов веб-поиска и коснуться экрана, чтобы просмотреть контент веб-сайта, оптимизированный для Apple Watch. - Благодаря интеграции Siri с обновленным приложением «Найти людей» поддерживаются запросы о местонахождении. Циферблаты - Циферблаты «Одно число» и «Два числа» могут отображать арабские, индийские, деванагари и римские цифры. - Циферблат «Меридиан» с уменьшенными циферблатами (до четырех) на черном или белом фоне. (только для модели Series 4 и новее) - На циферблате «Градиент» изображение изменяется с течением времени. Доступен в полноэкранном или круговом виде, поддерживает до 5 расширений. (только для модели Series 4 и новее) - Циферблат «Калифорния» доступен в различных стилях, включая арабские, деванагари и римские цифры, в полноэкранном или круговом виде. (только для модели Series 4 и новее) - Циферблат «Солнечный (деления)» отслеживает движение солнца по небосводу, наложенное на 24-часовой период времени. (только для модели Series 4 и новее) - Циферблат «Модульный (компакт)» отображает расширения с возможностью выбора цифрового или аналогового отображения времени. (только для модели Series 4 и новее) - Функция «Произносить время» на всех циферблатах поддерживается на более чем 30 языках. - Возможность получать и изменять мелодии перезвона, отмечающие час, полчаса и четверть часа тактильным или звуковым сигналом. - Переупорядочивание циферблатов непосредственно на Apple Watch. - Новые расширения для функций «Аудиокниги», «Калькулятор, «Сотовое подключение», «Отслеживание цикла», «Шум», «Ветер», «Дождь» и «Диктофон». - Новые монохромные расширения для циферблатов «Инфограф» и «Инфограф (модульный)». Другие функции и улучшения: - Новое приложение «Калькулятор» поддерживает расчет чаевых и раздел чека. - Приложение «Подкасты» теперь поддерживает собственные пользовательские станции. - В приложении «Карты» добавлены смарт-инструкции и голосовая навигация. - Обновленное приложение «Воспроизводится» поддерживает пульты ДУ для Apple TV. - В разделе «Для вас» предлагаются персонально подобранные песни. - Автоматические обновления ПО. - Новый дизайн для приложения «Рация». - Больше настроек теперь доступно непосредственно на часах Apple Watch, включая «Универсальный доступ», «Тренировка» и «Здоровье». - Обновленное приложение «Найти людей» дает возможность добавлять друзей, настраивать уведомления и менять настройки прямо на Apple Watch. - В новом интерфейсе приложения «Напоминания» можно просматривать общие списки и подпункты задач, а также добавлять новые напоминания. |
| 6.0.1          | 13.1                     | 17R604 / 17R605 | 30 сентября 2019 | Не выпускается для Apple Watch Series 1 и Apple Watch Series 2 Предоставлены обновления системы безопасности и улучшения, а также исправлены ошибки, в частности: - Решено: На циферблатах «Микки Маус» и «Минни Маус» не произносилось время. - Решено: В расширении календаря могли не отображаться события. - Решено: Ошибка, которая могла приводить к потере данных калибровки дисплея. |
| 6.1            | 13.2                     | 17S84           | 29 октября 2019  | Первая версия watchOS 6.x, поддерживающая Apple Watch Series 1 и Apple Watch Series 2 - Добавлена поддержка для наушников AirPods Pro - Внесены усовершенствования и исправлены ошибки. |
| 6.1.1          | 13.3                     | 17S449          | 10 декабря 2019  | - Предоставлены важные обновления системы безопасности. |
| 6.1.2          | 13.3.1                   | 17S796          | 28 января 2020   | - Предоставлены важные обновления системы безопасности. |
| 6.1.3          | 13.3.1                   | 17S811          | 18 февраля 2020  | Внесены усовершенствования и исправлены ошибки, в частности: - Уведомления о нерегулярном сердечном ритме неправильно работали для владельцев Apple Watch в Исландии. |
| 6.2            | 13.4                     | 17T529          | 24 марта 2020    | Представлены новые функции, улучшения и исправления ошибок: - Появились встроенные покупки для приложений Apple Watch. - Решено: Воспроизведение музыки могло прерываться при переключении с Wi‑Fi на Bluetooth. - Приложение «ЭКГ» теперь доступно в Новой Зеландии, Турции и Чили. (только для Apple Watch Series 4 и новее) - Уведомления о нерегулярном сердечном ритме теперь доступны в Новой Зеландии, Турции и Чили. |
| 6.2.1          | 13.4.1                   | 17T530          | 8 апреля 2020    | Исправления ошибок и усовершенствования: - Решено: Пользователи устройств с watchOS 6.2 не могли участвовать в аудиовызовах FaceTime с пользователями устройств под управлением iOS 9.3.6 и более ранних версий либо OS X El Capitan 10.11.6 и более ранних версий. |
| 6.2.5          | 13.5                     | 17T608          | 18 мая 2020      | Новые функции, исправления ошибок и улучшения: - Приложение «ЭКГ» теперь доступно в Саудовской Аравии. (только для Apple Watch Series 4 и новее) - Уведомления о нерегулярном сердечном ритме теперь доступны в Саудовской Аравии. |
| 6.2.6          | 13.5.1                   | 17T620          | 1 июня 2020      | - Предоставлены важные обновления системы безопасности. |
| 6.2.8          | 13.6                     | 17U63           | 15 июля 2020     | Новые функции и улучшения: - Цифровые ключи для автомобилей теперь поддерживаются на Apple Watch Series 5. - Приложение «ЭКГ» теперь доступно в Бахрейне, Бразилии и ЮАР. (только для Apple Watch Series 4 и новее) - Уведомления о нерегулярном сердечном ритме теперь доступны в Бахрейне, Бразилии и ЮАР. |
| 6.2.9          | 13.7                     | 17U203          | 5 ноября 2020    | - Исправления ошибок и улучшения. |
| 6.3            | 13.7                     | 17U208          | 14 декабря 2020  | - Предоставлены важные обновления системы безопасности. |

### Версия 7.х
Была выпущена 16 сентября 2020 года вместе Apple Watch Series 6 и Apple Watch SE.
| watchOS 7.x    | watchOS 7.x              | watchOS 7.x | watchOS 7.x      | watchOS 7.x |
| Версия WatchOS | Версия для iOS на основе | Сборка      | Дата выхода      | Характеристики |
| -------------- | ------------------------ | ----------- | ---------------- | --- |
| 7.0            |                          | 18R382      | 16 сентября 2020 | Первый выпуск на Apple Watch SE и Apple Watch Series 6 Прекращена поддежрка Apple Watch Series 1 и Apple Watch Series 2 watchOS 7 делает Ваши Apple Watch еще более персональными и расширяет их возможности: теперь на Apple Watch есть новые способы находить циферблаты и делиться ими, функции отслеживания сна, автоматическое распознавание мытья рук и новые типы тренировок. Чтобы быть на связи со своими близкими, Вы можете объединить их Apple Watch в пару со своим iPhone, используя Семейную настройку. Кроме того, в watchOS 7 есть приложение Memoji, возможность прокладывать велосипедные маршруты в Картах и функция перевода с помощью Siri. Циферблаты - На новом циферблате «Полосы» можно задать любое количество полос, выбрать цвета и изменить угол наклона полос, чтобы создать собственный уникальный стиль. (только для Apple Watch Series 4 и новее) - На новом циферблате «Типографика» отображаются арабские, индо-арабские, римские или индийские (деванагари) цифры в классическом, современном или скругленном стиле шрифта. (только для Apple Watch Series 4 и новее) - Новый циферблат «Творчество», созданный совместно с Джеффом Макфетриджем, анимируется и меняется со временем или по касанию дисплея, каждый раз представляя новое творение. - На новом циферблате Memoji отображаются все созданные Вами Memoji и все персонажи Memoji. (только для Apple Watch Series 4 и новее) - Новый циферблат «Гринвич» позволяет отслеживать время в другом часовом поясе: на внутренней шкале отображается местное время в 12-часовом формате, а на внешней показано время в другом часовом поясе в 24‑часовом формате. (только для Apple Watch Series 4 и новее) - Новый циферблат «Хронограф Pro» фиксирует время на шкалах в 60, 30, 6 секунд или 3 секунды или с помощью нового тахиметра измеряет скорость на основе времени в пути на заданное расстояние. (только для Apple Watch Series 4 и новее) - На новом циферблате «Дайвер» можно легко отслеживать истекшее время, касаясь ободка дисплея. (только для Apple Watch Series 4 и новее) - Теперь можно делиться циферблатами через Сообщения или Почту, а также публиковать ссылки на них в интернете. - Из App Store, а также с веб‑сайтов и из социальных сетей можно загружать авторские циферблаты в стиле Ваших любимых приложений. - На циферблате X‑Large теперь поддерживаются информативные расширения. - Циферблат «Фото» можно настроить с использованием новых светофильтров. - Добавлены новые расширения: Мировые часы, Фаза Луны, Высотомер, Пульт «Камеры» и Сон. Сон - Новое приложение «Сон» поможет Вам достигать своих целей по длительности сна: в нем можно отслеживать свой сон, создавать собственные расписания сна и просматривать тренды длительности сна. - С помощью данных акселерометра приложение определяет, спите Вы или бодрствуете. - Режим сна поможет Вам спокойно выспаться: в этом режиме включена функция «Не беспокоить», а дисплей и функция «Поднятие для активации» выключены. - Приложение может будить Вас с помощью звукового будильника или касаниями запястья. - Можно получать напоминания зарядить Apple Watch перед запланированным сном и напоминания о том, что зарядка завершена. Мытье рук (только для Apple Watch Series 4 и новее) - Мытье рук автоматически распознается с помощью датчиков движения и микрофона. - Когда устройство определяет, что Вы моете руки, включается 20‑секундный таймер обратного отсчета. - Если Вы моете руки меньше 20 секунд, устройство предложит Вам продолжить мытье рук для соблюдения рекомендованной длительности. - Можно настроить напоминание о необходимости вымыть руки по возвращении домой. - В приложении «Здоровье» на iPhone можно посмотреть, сколько раз и как долго Вы мыли руки. Семейная настройка (только для GPS + Cellular версий часов Apple Watch Series 4 и новее; только в поддерживаемых странах) - Объединив Apple Watch своих близких в пару со своим iPhone, Вы можете управлять часами членов семьи, используя их собственные номера телефонов и Apple ID. - Поддержка функций «Экранное время» и «В покое» позволяет управлять контактами, настраивать лимиты общения и расписание отдыха от просмотра экрана. - В заданное учебное время включается режим «Не беспокоить», ограничиваются возможности взаимодействия, а вместо циферблата отображаются часы желтого цвета. - Можно настраивать расписание режима «Учебное время» и просматривать сведения о том, когда Apple Watch выходили из этого режима. - Пользователи в возрасте 13 лет и младше могут отслеживать минуты подвижности вместо сжигаемых активных калорий, а также просматривать более точные сведения о тренировках по ходьбе, бегу и езде на велосипеде. - Для членов семьи можно настраивать уведомления о геопозиции: однократные, повторяющиеся или в определенное время. - С помощью функции «Apple Cash для семьи» можно отправлять деньги членам семьи и просматривать транзакции пользователей младше 18 лет. (только в США) - Члены семьи могут делиться данными о своей активности и своими медданными, а когда Вы создаете автоматические уведомления о геопозиции, Ваши близкие узнают об этом. - Требуется Семейный доступ; может использоваться совместно с членами семьи (до 5 человек). Memoji - В новом приложении Memoji можно создавать новые Memoji или изменять существующие. - Добавлены новые стили причесок, еще больше вариантов возраста и 3 новых стикера Memoji. - Созданные Вами Memoji можно отображать на циферблате Memoji. - Стикеры Memoji можно отправлять в Сообщениях. Карты - Инструкции по навигации теперь отображаются более крупным и легко читаемым шрифтом. - Теперь можно прокладывать велосипедные маршруты по велодорожкам, велополосам и дорогам, удобным для велосипедной езды, с учетом перепадов высоты и оживленности улиц. - При прокладывании маршрутов можно находить и добавлять места, полезные для велосипедистов, например магазины велосипедных принадлежностей. - Велосипедные маршруты поддерживаются в Нью‑Йорке, Лос‑Анджелесе, области залива Сан‑Франциско, Шанхае и Пекине. Siri - Локальная обработка запросов диктовки позволяет быстрее и точнее обрабатывать запросы, а также повысить Вашу конфиденциальность. (только для Apple Watch Series 4 и новее; только для американской версии английского языка) - Теперь можно переводить фразы прямо на Apple Watch: поддерживаются более 50 языковых пар. - Добавлена поддержка функции «Зачитывание сообщений». Другие функции и улучшения - В приложении «Активность» можно менять цели по количеству минут упражнений и часов с разминкой или в движении. - В приложении «Тренировка» появились уникальные алгоритмы, позволяющие точно отслеживать необходимые показатели во время танцев, функционально-силовых тренировок, кор‑тренировок и восстановления. - Приложение «Фитнес» на iPhone — новое название и новый интерфейс с еще более удобными вкладками «Обзор» и «Поделиться». - Функциями Apple Watch, связанными со здоровьем и фитнесом, можно управлять в приложении «Здоровье» на iPhone с помощью нового Контрольного списка Здоровья. - Приложение «Здоровье» на Apple Watch теперь измеряет новые показатели подвижности, в том числе низкое значение МПК, скорость подъема и спуска по ступеням, а также приблизительное расстояние, которое Вы можете пройти за 6 минут. - Приложение «ЭКГ» теперь доступно в Израиле, Катаре, Колумбии, Кувейте, ОАЭ и Омане. (только для Apple Watch Series 4 и новее) - Уведомления о нерегулярном сердечном ритме теперь доступны в Израиле, Катаре, Колумбии, Кувейте, ОАЭ и Омане. - Теперь на Apple Watch Series 5 можно открывать Пункт управления и Центр уведомлений, выбирать другой циферблат и выполнять другие действия, не выводя дисплей из режима сна. - В Сообщениях можно создавать групповые разговоры. - Вложенные ответы дают возможность отвечать на определенные сообщения и просматривать все связанные сообщения вместе. - В новом приложении «Быстрые команды» можно просматривать и запускать созданные Вами быстрые команды. - Быстрые команды можно добавлять как расширения на циферблат. - С помощью Семейного доступа можно делиться аудиокнигами. - В приложении «Музыка» теперь поддерживается поиск. - Обновлен дизайн приложения Wallet. - В Wallet поддерживаются цифровые ключи для автомобилей (на Series 5). - В приложениях «Музыка», «Аудиокниги» и «Подкасты» можно просматривать загруженный медиаконтент. - Приложения «Мировые часы» и «Погода» могут использовать данные о текущей геопозиции. |
| 7.0.1          |                          | 18R395      | 24 сентября 2020 | Исправления ошибок и улучшения, в том числе следующее: - Решено: Некоторые платежные карты в Wallet были отключены для некоторых пользователей. |
| 7.0.2          |                          | 18R402      | 12 октября 2020  | Исправления ошибок и улучшения, в том числе следующие: - Решено: Проблема, которая могла приводить к более быстрой разрядке аккумулятора. - Решено: Ошибка, которая не позволяла некоторым пользователям получать доступ к приложению «ЭКГ» в тех регионах, где оно доступно. |
| 7.0.3          |                          | 18R410      | 19 октября 2020  | Исправления ошибок и улучшения, в том числе следующее: - Решено: Ошибка, которая могла приводить к неожиданной перезагрузке Apple Watch Series 3 у некоторых пользователей. |
| 7.1            |                          | 18R590      | 5 ноября 2020    | Новые функции, исправления ошибок и улучшения: - Добавлена возможность получать уведомления об уровне звука в наушниках, который может негативно повлиять на слух. - Добавлена поддержка приложения «ЭКГ» в Республике Корее и России. (только для Apple Watch Series 4 и новее) - Добавлена поддержка уведомлений о нерегулярном сердечном ритме в Республике Корее и России. - Исправлена ошибка, которая не позволяла некоторым пользователям разблокировать Mac с Apple Watch. - Исправлена ошибка, из‑за которой у некоторых пользователей Apple Watch Series 6 экран мог оставаться темным после поднятия запястья. |
| 7.2            |                          | 18S564      | 14 декабря 2020  | watchOS 7.2 содержит новые функции и улучшения, в том числе Apple Fitness+ — сервис персонализированных тренировок, использующий функции Apple Watch. Кроме того, теперь доступны уведомления о низкой кардиовыносливости и поддержка дисплеев Брайля. Это обновление также повышает производительность устройства. Apple Fitness+ (только в Австралии, Великобритании, Ирландии, Канаде, Новой Зеландии и США) - Новый сервис тренировок, использующий функции Apple Watch, открывает доступ к тренировкам студийного формата на iPhone, iPad и Apple TV. - Каждую неделю добавляются новые видеотренировки десяти популярных типов: высокоинтенсивная интервальная тренировка, занятие на велотренажере, йога, кор‑тренировка, силовая тренировка, танцы, гребля, ходьба на беговой дорожке, бег на беговой дорожке и осознанное восстановление. Это обновление также содержит следующие функции и улучшения: - Теперь можно получать уведомления, если уровень Вашей кардиовыносливости оценивается как низкий. - В приложении «Здоровье» на iPhone можно узнать оценку Вашей кардиовыносливости с учетом возраста и пола. - Определение мерцательной аритмии при частоте пульса более 100 ударов в минуту теперь возможно в приложении «ЭКГ» в большинстве регионов, где доступно это приложение. - Приложение «ЭКГ» теперь поддерживается на Тайване. (только для Apple Watch Series 4 и новее) - Добавлена поддержка использования дисплеев Брайля с помощью VoiceOver. - Семейная настройка теперь поддерживается в Бахрейне, Испании, Канаде и Норвегии. (на Apple Watch Series 4 и новее и на Apple Watch SE — только для моделей с поддержкой сотовой связи) |
| 7.3            |                          | 18S801      | 26 января 2021   | Новые функции, исправления ошибок и улучшения, в том числе следующие: - Добавлен новый циферблат «Единство», вдохновленный цветами панафриканского флага и посвященный афроамериканской истории: этот циферблат меняется в течение дня по мере Вашего движения, создавая уникальный стиль. - В приложении «Тренировка» появилась новая функция «Прогулка пешком»: во время прогулок подписчики Apple Fitness+ могут слушать вдохновляющие рассказы известных гостей. - Добавлена поддержка приложения «ЭКГ» на Майотте, в Таиланде, на Филиппинах и в Японии. (только для Apple Watch Series 4 и новее) - Добавлена поддержка уведомлений о нерегулярном сердечном ритме в разных странах и регионах, в том числе на Майотте, в Таиланде, на Филиппинах и в Японии. - Исправлена ошибка, из‑за которой Пункт управления и Центр уведомлений могли не реагировать на касания, когда включена функция «Изменение масштаба». |
| 7.3.1          |                          | 18S811      | 15 февраля 2021  | - Решено: Проблема, из‑за которой некоторые часы Apple Watch Series 5 и Apple Watch SE могли не заряжаться после перехода в Экорежим. |
| 7.3.2          |                          | 18S821      | 8 марта 2021     | - Исправления ошибок и улучшения. |
| 7.3.3          |                          | 18S830      | 26 марта 2021    | - Исправления ошибок и улучшения. |
| 7.4            |                          | 18T195      | 26 апреля 2021   | Новые функции, исправления ошибок и улучшения, в том числе следующие: - iPhone можно разблокировать с помощью Apple Watch, когда Вы пытаетесь воспользоваться Face ID, а на Вас надета маска. (только для iPhone X и новее) - В Настройках можно указать тип устройства Bluetooth, чтобы для воспроизведения звуковых уведомлений использовались наушники, а не другие подключенные устройства. - Аудио- и видеоконтент тренировок Apple Fitness+ можно транслировать на телевизоры и другие устройства с поддержкой AirPlay 2. - Приложение «ЭКГ» теперь поддерживается в Австралии и во Вьетнаме. (только для Apple Watch Series 4 и новее) - Уведомления о нерегулярном сердечном ритме теперь поддерживаются в Австралии и во Вьетнаме. |
| 7.4.1          |                          | 18T201      | 3 мая 2021       | - Исправления ошибок и улучшения. |
| 7.5            |                          | 18T567      | 24 мая 2021      | Новые функции, исправления ошибок и улучшения: - В приложении «Подкасты» теперь доступен контент по подписке. - Приложение «ЭКГ» теперь поддерживается в Малайзии и Перу. (только для Apple Watch Series 4 и новее) - Уведомления о нерегулярном сердечном ритме теперь поддерживаются в Малайзии и Перу. |
| 7.6            |                          | 18U63       | 19 июля 2021     | Новые функции, исправления ошибок и улучшения, в том числе следующие: - Приложение «ЭКГ» теперь поддерживается еще в 30 регионах. (только для Apple Watch Series 4 и новее) - Уведомления о нерегулярном сердечном ритме теперь поддерживаются еще в 30 регионах. |
| 7.6.1          |                          | 18U70       | 29 июля 2021     | - Исправления ошибок и улучшения. |
| 7.6.2          |                          | 18U80       | 13 сентября 2021 | - Исправления ошибок и улучшения. |

### Версия 8.х
Была выпущена 20 сентября вместе с Apple Watch 7.
Apple представила WatchOS 8 в 2021 году на Всемирной Конференции Разработчиков Apple 7 июня, 2021. Apple Watch, которые поддерживают watchOS 7, также поддерживают watchOS 8, Apple Watch 3 имеют ограниченную поддержку.
| watchOS 8.x    | watchOS 8.x | watchOS 8.x      | watchOS 8.x |
| Версия WatchOS | Сборка      | Дата выхода      | Характеристики |
| -------------- | ----------- | ---------------- | --- |
| 8.0            | 19R346      | 20 сентября 2021 | watchOS 8 предлагает новые функции для общения, активности и здорового образа жизни. Обновленное приложение «Фото» хранит воспоминания о самых ценных моментах, а новое приложение «Осознанность» и новые тренировки по тайцзицюань и пилатесу помогают поддерживать здоровье и физическую форму. Обновления приложений Wallet и «Дом» обеспечивают Вам простой и удобный доступ домой, к Вашему автомобилю и даже к тем местам, где Вы часто бываете. Циферблаты - Циферблат «Портреты» задействует данные о сегментации портретных фото, сделанных на iPhone, и создает великолепные многослойные коллажи. (только для Apple Watch Series 4 и новее) - На циферблате «Вокруг света» можно отслеживать время в 24 различных часовых поясах одновременно. (только для Apple Watch Series 4 и новее) Дом - Состояние домашних аксессуаров и элементы управления ими теперь отображаются вверху на экране приложения «Дом». - Можно быстро просмотреть, включены ли аксессуары, каков уровень их заряда, требуется ли им обновление ПО и другие данные. - Аксессуары и сценарии динамически отображаются в зависимости от времени суток и частоты их использования. - В специальном разделе отображаются все доступные потоки с камер видеонаблюдения HomeKit с поддержкой различных вариантов формата кадра. - Раздел «Избранное» дает легкий доступ к сценариям и аксессуарам, которыми Вы часто пользуетесь. Wallet - Добавив ключ от дома, Вы можете отпирать поддерживаемые замки у себя в доме или квартире одним касанием. - Добавив ключ от отеля, Вы можете отпирать дверь своего номера в отелях, поддерживающих эту возможность. - Добавив ключ от офиса, Вы можете отпирать дверь своего офиса, если он поддерживает эту возможность. - Добавив ключ от автомобиля с технологией сверхширокополосной связи на Apple Watch Series 6, Вы можете отпирать, запирать и заводить поддерживаемый автомобиль еще до того, как подойдете к нему. - С помощью ключей от автомобиля можно дистанционно запирать и отпирать двери, подавать звуковой сигнал, прогревать автомобиль и открывать багажник. Тренировка - Новые специальные алгоритмы для тайцзицюань и пилатеса в приложении «Тренировка» обеспечивают точное измерение сжигаемых калорий. - Заезды на велосипеде теперь распознаются автоматически: Вы получаете напоминание запустить приложение «Тренировка», а дистанция, которую Вы уже проехали, учитывается при подсчете. - Тренировки «Заезд на велосипеде» приостанавливаются и возобновляются автоматически. - При заездах на электровелосипеде точнее подсчитываются затраченные калории. - Пользователям младше 13 лет теперь доступны более точные показатели тренировок по пешему туризму. - Функция аудиоотзыва сообщает Вам о прогрессе тренировки через встроенный динамик или подключенное устройство Bluetooth. Fitness+ - Теперь можно осваивать различные техники медитации, выбирая медитации с сопровождением — аудиосеансы на Apple Watch и видеосеансы на iPhone, iPad и Apple TV. - Добавлены тренировки по пилатесу: новые тренировки для повышения физической силы и гибкости появляются еженедельно. - В режиме «Картинка в картинке» на iPhone, iPad и Apple TV можно просматривать тренировку одновременно с другим контентом в совместимых приложениях. - Тренировки по йоге, силовые тренировки, кор‑тренировки и высокоинтенсивные тренировки можно выбирать по новым параметрам, таким как необходимое оборудование. Осознанность - В приложении «Осознанность» доступны обновленные сеансы дыхания, а также новые сеансы размышлений. - Сеансы дыхания теперь включают советы, помогающие сосредоточиться на практиках глубокого дыхания, и новые анимации, сопровождающие сеанс. - Сеансы размышлений помогают быстро собраться с мыслями, предлагая простую идею для обдумывания и визуализации в течение минуты. Сон - Во время сна часы Apple Watch измеряют частоту дыхания. - Частоту дыхания во время сна можно просматривать в приложении «Здоровье», а при выявлении трендов можно получать уведомления. Сообщения - Теперь можно составлять сообщения и отвечать на них, пользуясь функцией «От руки», диктовкой и эмодзи на одном экране. - Надиктованный текст можно редактировать, выбирая место правки поворотом колесика Digital Crown. - Поддержка #изображений в Сообщениях дает возможность искать файлы GIF и выбирать те, которые Вы недавно использовали. Фото - В обновленном приложении «Фото» можно просматривать Ваши фото и управлять ими с запястья. - Теперь на Apple Watch синхронизируются подборки воспоминаний и избранные фото, которые обновляются ежедневно. - Фото из синхронизированных воспоминаний отображаются в виде мозаики, а лучшие снимки выделяются увеличенным размером. - Теперь можно делиться фото через Сообщения и Почту. Локатор - Приложение «Найти вещи» помогает находить вещи, к которым прикреплен AirTag, и совместимые продукты сторонних производителей с помощью сети Локатора. - Приложение «Найти устройства» помогает находить потерявшиеся устройства Apple, принадлежащие Вам или участникам Вашей семейной группы. - Приложение «Локатор» может уведомлять Вас, если Вы забыли свое устройство Apple, AirTag или совместимую вещь стороннего производителя. Погода - Уведомления об осадках в ближайший час оповещают Вас о начале или прекращении дождя или снегопада. - Уведомления об экстремальных погодных условиях оповещают о зимних бурях, наводнениях, ураганах и других явлениях. - Диаграмма осадков наглядно отображает интенсивность дождя. Другие функции и улучшения - Для фокусирования можно автоматически фильтровать уведомления в зависимости от Ваших текущих занятий, таких как спорт, сон, видеоигры, чтение, вождение, работа или личное время. - На Apple Watch автоматически включается любое фокусирование, настроенное в iOS, iPadOS или macOS, поэтому Вы можете быть в курсе всех важных уведомлений и не отвлекаться. - В приложении «Контакты» можно просматривать, отправлять и редактировать Ваши контакты. - Приложение «Советы» включает подборки полезных советов и подсказок по использованию Apple Watch и встроенных приложений. - В обновленном приложении «Музыка» можно находить и слушать музыку и радио, не покидая приложения. - Песнями, альбомами и плейлистами из приложения «Музыка» можно делиться через Сообщения и Почту. - Теперь можно устанавливать несколько таймеров, а также добавлять этикетки к таймерам с помощью Siri. - Функция «Отслеживание цикла» теперь использует данные о пульсе, собранные Apple Watch, для повышения точности прогнозов. - С помощью новых стикеров Memoji можно отправить жест «шака», жест «волна», значок свежей идеи и многое другое. - Для Memoji можно выбирать более 40 вариантов одежды, а для каждого варианта одежды и головных уборов доступно до трех различных цветов. - В Пункте управления можно измерять уровень звука в наушниках в режиме реального времени при прослушивании контента. - Пользователи Семейной настройки в Гонконге, Японии и некоторых городах Китая и США могут добавлять проездные билеты в Wallet. - Пользователям Семейной настройки доступна поддержка учетных записей Google в Календаре и Почте. - Благодаря AssistiveTouch пользователи с особыми потребностями могут отвечать на вызовы, управлять указателем на экране, запускать меню действий и выполнять другие действия, используя такие жесты руки, как сведение пальцев или сжатие кулака. - В Настройках доступны дополнительные варианты увеличенного шрифта. - Приложение «ЭКГ» теперь поддерживается в Литве. (только для Apple Watch Series 4 и новее) - Уведомления о нерегулярном сердечном ритме теперь поддерживаются в Литве. |
| 8.0.1          | 19R354      | 12 октября 2021  | Исправления ошибок и улучшения для Apple Watch: - Ход выполнения обновлений ПО мог отображаться неправильно у некоторых пользователей Apple Watch Series 3. - Настройки Универсального доступа могли не отображаться у некоторых пользователей Apple Watch Series 3. |
| 8.1            | 19R570      | 25 октября 2021  | Исправления ошибок и улучшения для Apple Watch: - Улучшены алгоритмы обнаружения падений во время тренировок, и обнаружение падений теперь можно включить только для тренировок. (только для Apple Watch Series 4 и новее) - Благодаря поддержке карт вакцинации от COVID‑19 теперь можно показывать проверяемые данные о вакцинации в Apple Wallet. - Когда выбран параметр «Всегда включено», у некоторых пользователей могло неточно отображаться время при опущенном запястье. (только для Apple Watch Series 5 и новее) |
| 8.1.1          | 19R580      | 18 ноября 2021   | Только для Apple Watch Series 7 (GPS + сотовая связь) - Решено: Зарядка Apple Watch Series 7 могла выполняться некорректно у некоторых пользователей. |
| 8.3            | 19S55       | 13 декабря 2021  | Новые функции, исправления ошибок и улучшения, в том числе: - Функция «Отчет о конфиденциальности приложений» собирает сведения о доступе к данным и сенсорам. - Решено: Уведомления могли неожиданно прерывать сеансы в приложении «Осознанность» для некоторых пользователей. |
| 8.4            | 19S546      | 26 января 2022   | Исправления ошибок и важные обновления системы безопасности, в том числе следующие: - Некоторые зарядные устройства могли работать некорректно. |
| 8.4.1          | 19S550      | 1 февраля 2022   | Только Apple Watch Series 4 и новее - Исправления ошибок |
| 8.4.2          | 19S553      | 10 февраля 2022  | - Обновления системы безопасности и исправления ошибок для Apple Watch. |
| 8.5            | 19T242      | 14 марта 2022    | Новые функции, исправления ошибок и улучшения, в том числе: - С помощью часов теперь можно подтверждать покупки и подписки на Apple TV. - Карты вакцинации от COVID‑19 в Apple Wallet теперь поддерживают формат Цифровых COVID-сертификатов Евросоюза. - Функция «Уведомления о нерегулярном ритме» обновлена для более точного распознавания мерцательной аритмии. Доступно в Гонконге, США, Чили, ЮАР и многих других регионах, где поддерживается эта функция. - В Fitness+ появились аудиоподсказки с комментариями к движениям, которые демонстрируются на тренировках. |
| 8.5.1          | 19T252      | 31 марта 2022    | - Обновления системы безопасности и исправления ошибок для Apple Watch. |
| 8.6            | 19T572      | 16 мая 2022      | Новые функции, исправления ошибок и улучшения, в том числе следующие: - Приложение «ЭКГ» теперь поддерживается в Мексике. (только для Apple Watch Series 4 и новее) - Уведомления о нерегулярном сердечном ритме теперь поддерживаются в Мексике. |

### Версия 9.х
Была выпущена в сентябре 2022 г.
| watchOS 9.x    | watchOS 9.x | watchOS 9.x      | watchOS 9.x    |
| Версия WatchOS | Сборка      | Дата выхода      | Характеристики |
| -------------- | ----------- | ---------------- | -------------- |
| 9.0            | 20R361      | 12 сентября 2022 |                |
| 9.0.1          | 20R8380     | 22 сентября 2022 |                |
| 9.0.2          | 20R8383     | 10 октября 2022  |                |
| 9.1            | 20S75       | 24 октября 2022  |                |

### Версия 10.х
Была представлена в июне 2023 года. Выпущена была в сентябре 2023 года.
| watchOS 10.x   | watchOS 10.x | watchOS 10.x     | watchOS 10.x   |
| Версия WatchOS | Сборка       | Дата выхода      | Характеристики |
| -------------- | ------------ | ---------------- | -------------- |
| 10.0           |              | 18 сентября 2023 |                |
| 10.0.1         | 21R360       | 21 сентября 2023 |                |
| 10.4           |              | 7 марта 2024     |                |
| 10.5           |              | 13 мая 2024      |                |
| 10.6           |              | 29 июля 2024     |                |

### Версия 11.х
Была представлена в июне 2024 года. Выпущена была в сентябре 2024 года.
| watchOS 11.x   | watchOS 11.x | watchOS 11.x     | watchOS 11.x   |
| Версия WatchOS | Сборка       | Дата выхода      | Характеристики |
| -------------- | ------------ | ---------------- | -------------- |
| 11.0           |              | 16 сентября 2024 |                |

### Версия 26.x
Была представлена в июне 2025 года. Выпуск назначен на сентябрь 2025 года.
| watchOS 26.x   | watchOS 26.x | watchOS 26.x | watchOS 26.x |
| Версия WatchOS | Сборка       | Дата выхода  | Характеристики |
| -------------- | ------------ | ------------ | --- |
| 26.0           |              | 9 июня 2025  | - В этой версии операционной системы появится функция Workout Buddy (рус. «персональный тренер»). Она будет предлагать вам корректировать занятия спортом на основе ИИ, например, давать подсказки голосом. - Смарт-стопка теперь вызывается по нажатию кнопки. Она сама выделяет нужные вам виджеты и предлагает персонально на основе ваших задач. - Представлен общий для всех систем Apple дизайн Liquid Glass. - В фирменных «сообщениях» появилась функция Live Translation (рус. «живой перевод»), которая автоматически переводит входящие сообщения на предпочитаемый язык. Ответы также могут быть переведены для собеседника. Теперь движением запястья можно отклонять уведомления. - Приложение «Заметки» теперь доступно на Apple Watch с возможностью создания, редактирования и управления заметками, добавленных с других устройств. |